# Bert Van Lerberghe
Bert Van Lerberghe (Courtrai, 29 de septiembre de 1992) es un ciclista belga profesional miembro del equipo Soudal Quick-Step.
Su mayor éxito hasta la fecha ha sido la consecución del premio al ciclista más combativo del Eneco Tour 2016.

## Palmarés
Aún no ha conseguido ninguna victoria como profesional.

## Resultados en Grandes Vueltas
| Carrera | Carrera         | 2015 | 2016 | 2017 | 2018 | 2019 | 2020 | 2021  | 2022  | 2023 | 2024  | 2025  |
| ------- | --------------- | ---- | ---- | ---- | ---- | ---- | ---- | ----- | ----- | ---- | ----- | ----- |
|         | Giro de Italia  | —    | —    | —    | —    | —    | —    | —     | 146.º | —    | 135.º | —     |
|         | Tour de Francia | —    | —    | —    | —    | —    | —    | —     | —     | —    | —     | 147.º |
|         | Vuelta a España | —    | —    | —    | —    | —    | —    | 137.º | —     | —    | —     | —     |

—: no participa
Ab.: abandono

## Equipos
- Vlaanderen-Baloise (2015-2017)
  - Topsport Vlaanderen-Baloise (2015-2016)
  - Sport Vlaanderen-Baloise (2017)
- Cofidis, Solutions Crédits (2018-2019)
- Quick Step[1] (2020-)
  - Deceuninck-Quick Step (2020-2021)
  - Quick-Step Alpha Vinyl Team (2022)
  - Soudal Quick-Step (2023-)